# Sportvoeding
De term sportvoeding wordt gebruikt voor een eetpatroon, waarbij rekening gehouden wordt met het zo goed mogelijk neerzetten van een sportprestatie.
De term sportvoeding kan onderverdeeld worden in twee richtingen:
- fysieke sportvoeding
- geestelijke sportvoeding

Bij geestelijke sportvoeding moet gedacht worden aan opwekkende drugs, zoals cafeïne bij bijvoorbeeld schaken en schietsport.
De rest van dit artikel zal zich slechts richten op fysieke sportvoeding.

## Het verschil tussen sportvoeding en de gangbare voedingsaanbevelingen
In vele landen adviseren overheidsinstanties of semi-overheidsinstanties hun bevolking wat betreft hun voedingskeuze. Een in Nederland is dit bijvoorbeeld het Voedingscentrum met de campagne 'Schijf van Vijf' en in Vlaanderen wordt de voedingsdriehoek veelvuldig gebruikt.
In het algemeen dienen sporters deze adviezen op te volgen. Sporters zouden echter een aantal aanvullingen op deze adviezen moeten volgen, om hun sportprestatie te verbeteren.
Sportvoeding heeft een aantal belangrijke verschillen met de bovengenoemde voedingsadviezen betreffende de hoeveelheden van de volgende voedingscomponenten :
- koolhydraten
- eiwitten
- vetstoffen
- ijzer

Voor sporters is het bijvoorbeeld van essentieel belang, dat er voldoende koolhydraten ingenomen worden, het liefst in de vorm van zetmeel. Ook de tijdstippen van het eten van deze koolhydraten zijn van belang: wanneer dit na ontwaken en direct na een inspanning gedaan wordt, zijn er positieve verschillen te zien bij de daaropvolgende prestaties. Sportprestaties in het algemeen en in sporten waarbij het gehele lichaam belast wordt zoals hardlopen en zwemmen in het bijzonder, zijn bij een goede dosering en timing van het eten koolhydraatrijke voeding de prestaties veel beter. Het verschilt van een voedingspatroon dat het gros van de mensen heeft, en als er gelet wordt op de koolhydraatinname kan wel in de tientallen procenten lopen. Dit is de reden dat bijvoorbeeld atleten die zich richten op de lange afstanden gigantische hoeveelheden koolhydraten verorberen. Ook kunnen sporters hun prestaties verhogen door middel van supercompensatie